# Douglas McGrath
Douglas McGrath, indicato talvolta come Doug McGrath (New York, 2 febbraio 1958 – New York, 3 novembre 2022), è stato uno sceneggiatore, regista e attore statunitense.

## Filmografia

### Regista
- Emma (1996) - anche sceneggiatore
- Una spia per caso (Company Man) (2000) - anche sceneggiatore
- Nicholas Nickleby (2002) - anche sceneggiatore
- Infamous - Una pessima reputazione (Infamous) (2006) - anche sceneggiatore
- Ma come fa a far tutto? (I Don't Know How She Does It) (2011)

### Sceneggiatore
- Saturday Night Live (1980-1981) - televisione, 12 episodi
- Nata ieri (Born Yesterday), regia di Luis Mandoki (1993)
- Pallottole su Broadway (Bullets Over Broadway), regia di Woody Allen (1994)

### Attore
- Quiz Show, regia di Robert Redford (1994)
- L'amante in città (The Daytrippers), regia di Greg Mottola (1996)
- Happiness - Felicità (Happiness), regia di Todd Solondz (1998)
- Celebrity, regia di Woody Allen (1998)
- Insider - Dietro la verità (The Insider), regia di Michael Mann (1999)
- Una spia per caso (Company Man), regia di Douglas McGrath e Peter Askin (2000)
- Criminali da strapazzo (Small Time Crooks), regia di Woody Allen (2000)
- Hollywood Ending, regia di Woody Allen (2002)
- Michael Clayton, regia di Tony Gilroy (2007)
- Solitary Man, regia di Brian Koppelman e David Levien (2009)
- Rifkin's Festival, regia di Woody Allen (2020)